# RealPlayer
RealPlayer e известен също като RealOne Player. Първата версия на RealPlayer излиза през април 1995 година. RealAudio Player е един от първите медийни плейъри. Версия 6 от RealPlayer е наречена RealPlayer G2; версия 9 е наречена RealOne Player. RealPlayer 11 е излиза за Windows през ноември 2007 година, а за Mac OS X – през май 2008. Версии на RealPlayer също са достъпни за Linux, Unix, Palm OS, Windows Mobile и Symbian OS. RealPlayer е популярен медиен плейър през първите години на Интернет, но в последните години той е надминат по пазарен дял от Windows Media Player, а от средата на 2007 – и от Apple iTunes.

## Характеристики
RealPlayer, извън своята функция като аудио/видео плейър, съдържа и допълнителни функции като:
- Медия браузър на базата на Internet Explorer
- Плейлиста, подобна на други медийни плейъри
- Режим на цял екран
- Визуализация (графични анимации)
- Меню за снимки
- Еквалайзер и видео контрол. Crossfade и Gapless възпроизвеждане са включени в Realplayer Plus.
- Media Library позволява организиране на песен и редактиране.
- Move-to-Realplayer Plus позволява преместване на версията Realplayer Basic (с или без регистрация) на Realplayer Plus (с или без регистрация)
- Запис на аудио
- SuperPass – достъп до платена премия записва и видео на живи предавания.
- Безплатно видео – версията за Windows 11 позволи на потребителите да изтеглят видеоклипове от сайтове като YouTube и ги съхраняват на компютъра си в Flash видеоформат.

## Издания
RealPlayer за Windows
RealPlayer за лична употреба включва аудио CD, DVR-стил възпроизвеждане буфериране, мултимедийно търсене, Интернет радио, библиотека, вграден уеб браузър (използвайки Microsoft Internet Explorer) и възможността за прехвърляне върху редица портативни устройства, включително и на Apple iPod, MP3 плейъри, както и Windows Media устройствата. RealPlayer за Mac OS X се разпространява безплатно. Последната текуща стабилна версия, излязла през юни 2008 година е версия 11,0. RealPlayer за Linux/Unix е разработен отделно от Windows и Mac версии. Версиите поддържат RealAudio/Video, MP3 и OGG Vorbis.
RealPlayer за Palm
RealPlayer 1.6.1 (САЩ) или RealPlayer 1.6.0 (по света) е достъпен безплатно за PalmOne устройства.

## Критика
Последни версии на RealPlayer са критикувани за съдържане на функции, подобни на рекламен и шпионски софтуер. През 2007 година известно списание поставя RealPlayer (версии 1996 – 2004) на 5-о в своя Списък на 20-те най-досадни технологични продукти.